# 埃里克·莫布利
埃里克·莫布利（英語：Eric Mobley，1970年2月1日—2021年6月2日），美国前男子职业篮球运动员，曾效力于NBA联盟。他在1994年的NBA选秀中第1轮第18顺位被密尔沃基雄鹿选中。